# Diculești
Diculești es una comuna ubicada en el distrito Vâlcea, Rumania.

## Superficie
Posee una superficie de 34,22 kilómetros cuadrados.

## Demografía
Hasta 2021 la población era de 1684 habitantes, con una densidad de población de 49,21 habitantes por kilómetro cuadrado.